# 西方寺 (杉並区)
西方寺（さいほうじ）は、東京都杉並区にある浄土宗の寺院。

## 概要
1617年（元和3年）、本蓮社心誉利通によって開山された。開基は徳川忠長といわれている。院号の「峯巌院」は忠長の戒名「峰巌院殿前亜相清徹暁雲大居士」に由来するという。
なお一説では1597年（慶長3年）の開山ともいわれている。
1920年（大正9年）、道路拡張のため現在地に移転した。1945年（昭和20年）の空襲で焼失したが、戦後に再建した。

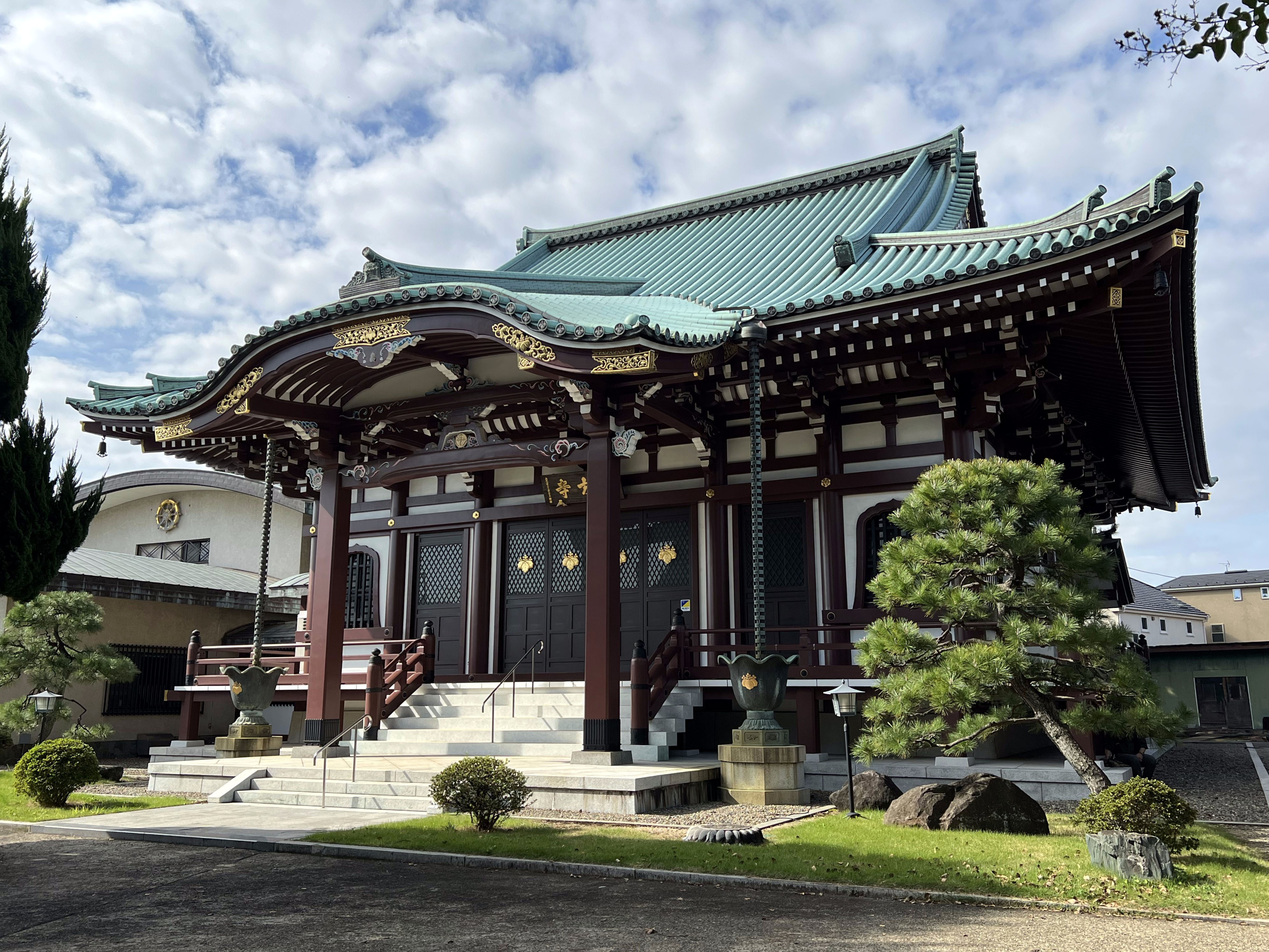
本堂

## 境内
- 供養塔

様々な供養塔がある。キリシタンや明治以降の戦死者を始め、鶏肉のトリなど、その対象は人間のみにとどまらない。また杉並区成立以降の行旅死亡人の供養塔もある。

## 墓所
- 邑扇堂常持（狂歌師）
- 山城屋和助（明治期の豪商）

## 交通アクセス
- 地下鉄丸ノ内線新高円寺駅より徒歩7分。
- 高円寺駅・中野駅よりバス（関東バス・京王バス）「大法寺前」下車